# Antonio Brivio
Antonio Brivio Sforza, noto anche come Marchese Sforza Brivio (Biella, 27 dicembre 1905 – Milano, 20 gennaio 1995), è stato un pilota automobilistico e bobbista italiano.

## La carriera automobilistica

Conosciuto anche come "marchese Sforza Brivio", vinse la sua prima gara importante nel 1932 alla 24 Ore di Spa. Si classificò al primo posto nella Targa Florio (1933 e 1935), e vinse la Mille Miglia nel 1936. Arrivò terzo ai Gran Premi di Germania e di Monaco, rispettivamente nel 1935 e nel 1936. Si ritirò dalle corse automobilistiche nel 1952 dopo aver vinto la Mille Miglia nella sua categoria.
Dopo la seconda guerra mondiale divenne membro dell'ACI e della FIA. Nel 1950 partecipò all'organizzazione del nascente campionato del mondo di Formula 1, di cui è considerato l'ideatore.

## La carriera nel bob
Vinse la medaglia di bronzo ai campionati mondiali di bob organizzati dalla FIBT nel 1935 a Innsbruck (bob a 2) e a St. Moritz (bob a 4).
Ai giochi olimpici invernali del 1936 a Garmisch-Partenkirchen finì decimo nella gara di bob a 4 e dodicesimo nel bob a 2.